# Van Buren County (Michigan)
Van Buren County is een county in de Amerikaanse staat Michigan. De county is vernoemd naar Martin Van Buren, die later president zou worden.
De county heeft een landoppervlakte van 1.582 km² en telt 76.263 inwoners (volkstelling 2000). De hoofdplaats is Paw Paw.

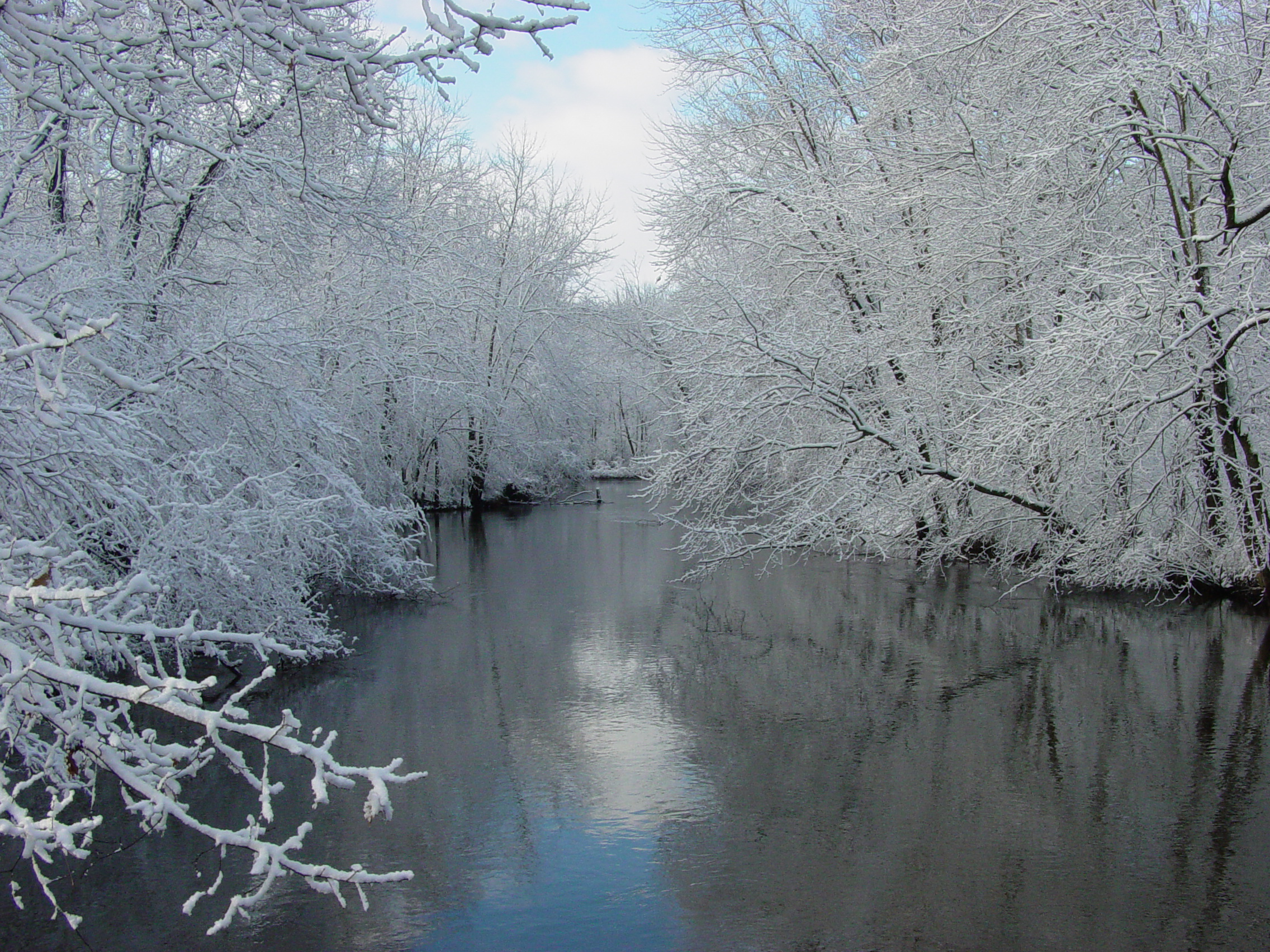
Paw Paw River